# 佐々木美絵
佐々木 美絵（ささき みえ、本名：斎藤 美絵。1950年12月5日 - ）は、フリーアナウンサーで、元毎日放送（MBS）アナウンサー、羽衣国際大学客員教授。所属事務所は昭和プロダクション。夫は（佐々木と同じく）元毎日放送アナウンサーで、羽衣国際大学名誉教授の斎藤努。

## 経歴
京都府京都市伏見区生まれ。奈良県立高田高等学校を経て、関西外国語短期大学卒業後、一旦大阪テレビタレントビューロー所属のタレントとしてMBS専属の契約アナウンサーとなる。後に正式に局アナとして入社。1972年11月から同局の看板クイズ番組『アップダウンクイズ』の出題者で人気を集めた。その他「MBSヤングタウン」（角淳一アナ、笑福亭鶴光と共演）などのパーソナリティーなどを務めた。フリーになってからも引き続き『アップダウンクイズ』の出題を1985年10月の最終回まで担当。また、講演、司会、執筆など、多方面で活動している。
アップダウンクイズを担当していた時、MBSには佐々木宛てのファンレターが多数寄せられたという。
2006年4月より、夫と同じ羽衣国際大学に講師（社会学部）として、放送メディア・アナウンスや話し方の講義を担当するようになる。2012年4月から客員教授。

## 出演番組
- 立原啓裕 噂のダイヤル1008（ABCラジオ）
- 昼ドキ!ワイド1008（ABCラジオ）